# باتو غوفيداريكا
باتو غوفيداريكا (بالإنجليزية: Bato Govedarica)‏ مواليد 17 أبريل 1928 في شيكاغو - الوفاة 13 مارس 2006، كان لاعب كرة سلة أمريكي. بدأ مسيرته الاحترافية في سنة 1953. تم اختياره من قبل فريق فيلادلفيا سفنتي سيكسرز خلال الدرافت. بلغ طوله 5 قدم 11 بوصة (1.8 م). اعتزل اللعب في 1954.

## روابط خارجية
- باتو غوفيداريكا على موقع إن بي أي (الإنجليزية)
- باتو غوفيداريكا على موقع سبورتس رفرنس (الإنجليزية)
- باتو غوفيداريكا على موقع كلية كرة السلة في سبورتس رفرنس.كوم (الإنجليزية)
- باتو غوفيداريكا على موقع ريلجم (الإنجليزية)
- باتو غوفيداريكا على موقع بروبوليرز (الإنجليزية)